# Interleuchina 18
L'interleuchina 18 (IL-18) è una citochina coinvolta nella differenziazione dei linfociti T CD4+ in linfociti TH1.

## Struttura
IL-18 è una citochina di 18 kD strutturalmente simile a IL-1 codificata dal gene IL18 presente sul cromosoma 11. Il recettore per IL-18, IL-18R, fa parte dei recettori delle citochine della famiglia di IL-1 per cui trasduce il segnale mediante il suo dominio TIR a cui si associano le proteine IRAK e TRAF, per poi trasdurre il segnale a valle mediante l'attivazione dei fattori di trascrizione NF-κB e AP-1. È prodotta da macrofagi e cellule dendritiche.

## Funzione
- IL-18 promuove la differenziazione dei linfociti T CD4+ in linfociti TH1 e la produzione di IFN-γ nei linfociti T e nei linfociti NK, funzione simile a quella svolta da IL-12. IFN-γ a sua volta è la principale citochina attivatrice dei macrofagi.

- IL-18 inibisce la produzione di IgE mediata da IL-4 nei linfociti B nonché la produzione di IgG1, mentre stimola quella di IgG2. Una proteina chiamata IL-18BP (IL-18 Binding Protein) si lega a questa citochina regolandola negativamente.